# Greve geral de Guayaquil de 1922

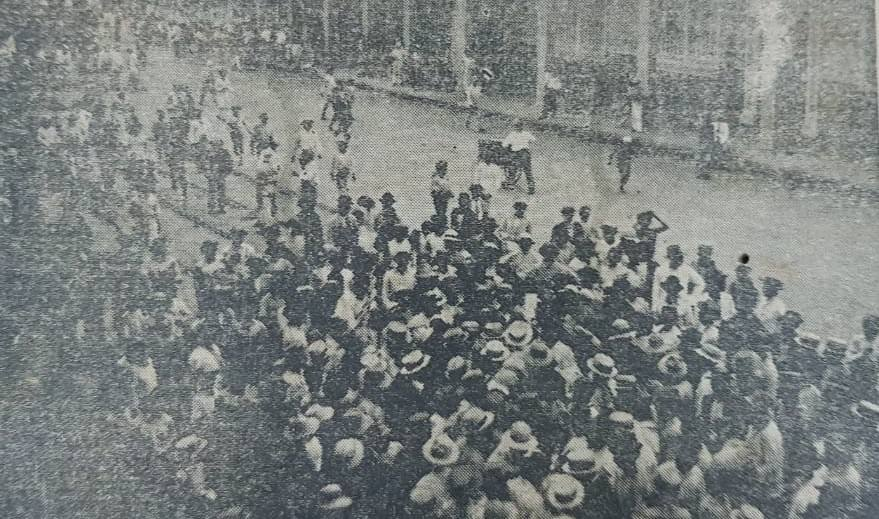
Trabalhadores marchando em Guayaquil, 12 de novembro de 1922

A greve geral de Guayaquil de 1922 foi uma paralisação geral de três dias na cidade de Guayaquil, no Equador, que durou de 13 a 15 de novembro daquele ano. A greve começou com trabalhadores dos bondes, companhia elétrica e outros profissionais de serviços públicos que foram inspirados por uma greve bem-sucedida de ferroviários na vizinha Durán. Os trabalhadores fizeram reivindicações como aumentos salariais, redução de jornada, condições de trabalho mais seguras e controle governamental das taxas de câmbio de moeda estrangeira.
O governo do Equador convocou os militares a reprimir a greve. Em 15 de novembro de 1922, policiais e militares mataram pelo menos 300 grevistas. A maioria dos trabalhadores retornou aos seus empregos pouco tempo depois. Os trabalhadores dos bondes continuaram a greve até 21 de novembro, quando a maioria de suas reivindicações foi atendida.